# Поучения Шуруппака

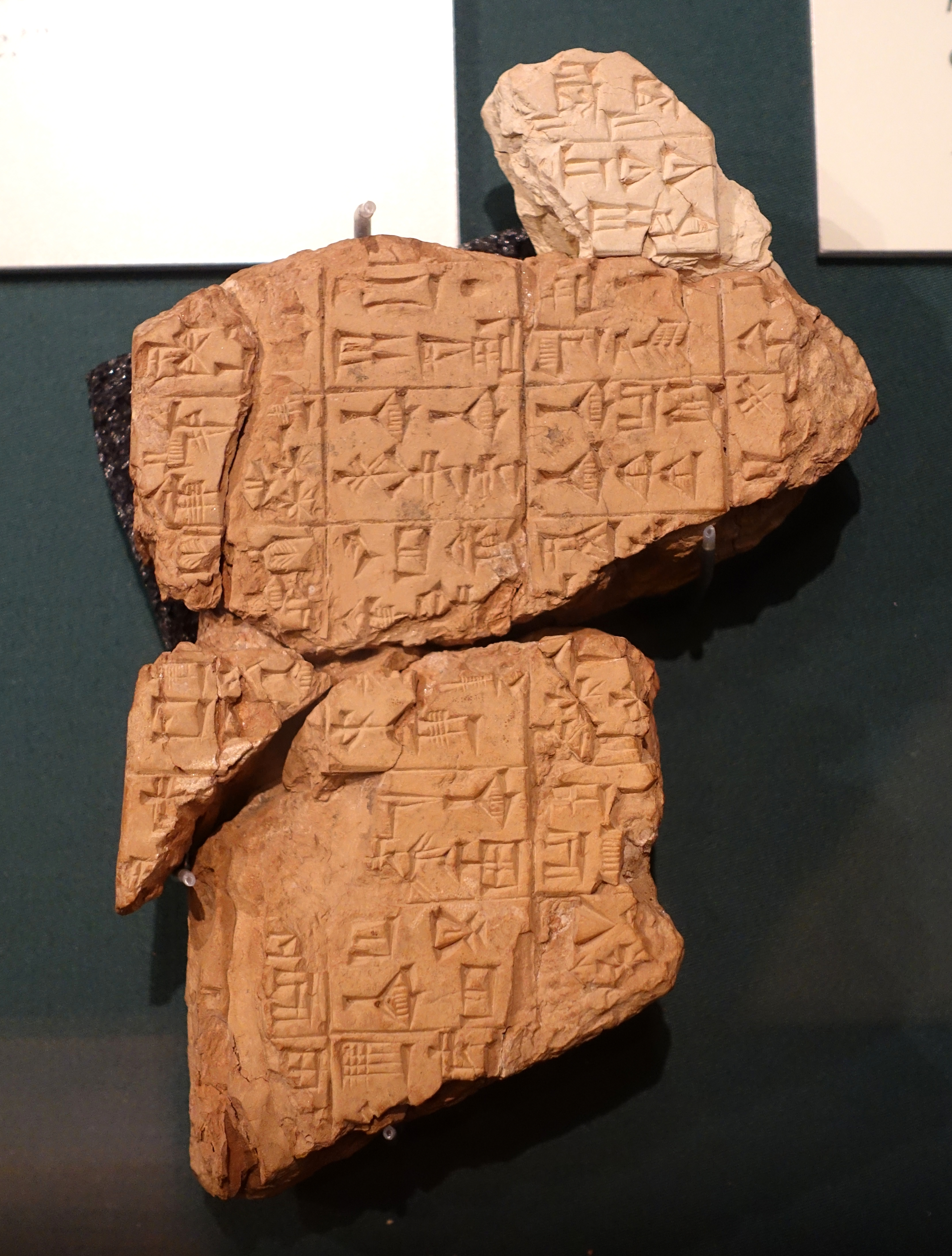
Фрагмент Поучений Шуруппака, найденный в Адабе. Датируется Раннединастическим IIIa периодом (примерно 2600—2500 гг. до н. э.). Музей Института востоковедения в Чикаго. Размеры: 12,3 см x 9,8 см x 3,2 см. Материал: глина. Перевод: «Не покупай осла, который слишком много кричит. / Не насилуй дочь человека, не объявляй об этом во дворе. / Не отвечай против своего отца, не поднимай тяжёлые глаза».

Поучения Шуруппака — один из важнейших примеров шумерской литературы мудрости. Литература мудрости, предназначенная для того, чтобы обучать должной набожности, прививать добродетель и оберегать общественные нормы, была распространена на Древнем Ближнем Востоке. Текст составлен в глубокой древности со следующим инципитом: «В давние дни, в стародавние дни, в давние ночи, в стародавние ночи, в давние годы, в стародавние годы». Наставления изрекал царь Шуруппак (SU.KUR.RUki), сын Убар-Туту. Убар-туту записан в большинстве сохранившихся экземпляров Царского списка как последний допотопный царь Шумера. Сгруппированные с другими клинописными таблицами из Абу-Салабих, Поучения датируются началом 3-го тысячелетия до н. э. и являются одним из древнейших сохранившихся произведений античной литературы.
Текст состоит из предостерегающих высказываний Шуруппака, адресованных его сыну и в последующем герою мифа о Гильгамеше и потопе Зиусудре (по-аккадски Утнапиштим). Названный как один из пяти допотопных шумерских городов, Шуруппак встречается только в одной из копий Царского списка (табличка WB-62, пишется SU.KUR.LAM), где он записан как царь, правящий во времена между Убар-Туту и Зиусудрой, которые во всех остальных экземплярах считаются отцом и сыном. Ламберт утверждает, что такое преобразование могло произойти в результате того, что эпитет отца («человек Шуруппака») был ошибочно принят за имя собственное. Однако, этот эпитет, найденный в таблице XI мифа о Гильгамеше и потопе, применялся к Утнапиштиму, а не его отцу.
Табличка из Абу-Салабих, датируемая серединой 3-го тысячелетия до н. э. — это старейший сохранившийся экземпляр, и многочисленные копии подтверждают его неизменную популярность в рамках Шумеро-Аккадских литературных канонов.
Советы в трёх соединённых списках лаконичны, занимают от одной до трёх строк клинописи. Некоторые советы носят чисто практический характер: «Не разбивай поле на дороге; …. Не возделывай хорошо своё поле: люди разрушат его тебе» (строки 15-18). Моральные заповеди указывают на негативные практические результаты поступка: «Не заигрывай с замужней молодой женщиной: клевета может быть серьёзной» (строки 32-34). Общественное мнение и вероятность клеветы (строка 35) играют важную роль, ценилось мнение «двора» (строка 62) или рынка, где «оскорбления и глупые разговоры удостаиваются внимания страны» (строка 142).